# 陈叔俭
陳叔俭（？－605年后），字子约，陳宣帝陈頊第二十四子，母亲是申婕妤。
至德元年（583年）十月癸丑日，陳后主立陳叔俭为南安王。祯明三年（589年），陈朝灭亡，陳叔俭入隋。在长安去世。